# 李天培 (萬曆進士)
李天培（16世紀—17世紀），字承之，廣東肇慶府陽江縣人，明朝政治人物。

## 生平
李天培天性聰明，博學能文，萬曆二十二年（1594年）入貢，二十八年（1600年）中舉人，三十二年（1604年）成進士，獲授承天推官，有平反冤獄的功勞，代理沔陽知州有惠政。之後他改任處州，兩次負責鄉試都取錄不少名士；任滿陞為南京工部主事督理蘆政，二年後因父母去世回鄉，悲傷過度而未服闋去世，年僅五十歲，人們都為他可惜。
李天培經常教育子弟，兄弟友愛，縣內的頓鉢塔、文筆塔都由他捐款建立，死後次年入祀鄉賢祠。

## 引用
1. 1 2  道光《陽江縣志·卷六·人物志》：李天培，字承之，資性穎異，博學能文，萬歷甲午以貢補太學生，庚子領鄉薦，甲辰成進士。初授承天府推官，有平反功，尋視篆沔陽有惠政，後改處州，兩校棘闈，得士甚著。秩滿陞南京工部主事，督理蘆政，越二年以艱歸，讀禮過哀，未服闋而逝，年僅五十，未竟其施，時論惜之。恆雅課其弟，篤於友愛，邑中之勝如頓鉢、文筆二塔皆其捐貲所造也。卒之明年，邑人公舉以祀。